# Cratyna pilosostyla
Cratyna pilosostyla är en tvåvingeart som beskrevs av Werner Mohrig 1999. Cratyna pilosostyla ingår i släktet Cratyna och familjen sorgmyggor. Inga underarter finns listade i Catalogue of Life.